# Musculus semispinalis cervicis
De musculus semispinalis cervicis is een van de spieren behorende tot de transversospinale groep (van processus transversus naar processus spinosus). Hij heeft als oorsprong de processus transversus van T1-T6 en hecht zich aan de processus spinosus van C2-C5. De belangrijkste functie bij een unilaterale contractie is de lateroflexie van de wervelkolom; bij een bilaterale contractie is retroflexie van de wervelkolom het voornaamste.